# Hordain
Hordain település Franciaországban, Nord megyében. Lakosainak száma 1448 fő (2022. január 1.). Hordain Lieu-Saint-Amand, Iwuy, Avesnes-le-Sec, Bouchain és Estrun községekkel határos.

## Népesség
A település népességének változása:
| Lakosok száma | 1450 | 1422 | 1414 | 1396 | 1426 | 1423 | 1431 | 1440 | 1448 |
|               | 2013 | 2015 | 2016 | 2017 | 2018 | 2019 | 2020 | 2021 | 2022 |